# Bierre-lès-Semur
Bierre-lès-Semur is een plaats en voormalige gemeente in het Franse departement Côte-d'Or (regio Bourgogne-Franche-Comté) en telt 86 inwoners (2009). De plaats maakt deel uit van het arrondissement Montbard. Bierre-lès-Semur is op 1 januari 2019 gefuseerd met de gemeente Flée tot de gemeente Le Val-Larrey. 

## Geografie
De oppervlakte van Bierre-lès-Semur bedraagt 8,4 km², de bevolkingsdichtheid is dus 10,2 inwoners per km².
De onderstaande kaart toont de ligging van Bierre-lès-Semur met de belangrijkste infrastructuur en aangrenzende gemeenten.

## Demografie
Onderstaande figuur toont het verloop van het inwonertal (bron: INSEE-tellingen).